# Xenelmis uruzuensis
Xenelmis uruzuensis is een keversoort uit de familie beekkevers (Elmidae). De wetenschappelijke naam van de soort werd in 2006 gepubliceerd door Manzo.